# Nitidiscala hindsii
Nitidiscala hindsii är en snäckart som först beskrevs av Carpenter 1856.  Nitidiscala hindsii ingår i släktet Nitidiscala och familjen vindeltrappsnäckor. Inga underarter finns listade i Catalogue of Life.